# Fernand Canteloube
Fernand Canteloube (Aubervilliers, 3 agosto 1900 – Créteil, 16 luglio 1976) è stato un ciclista su strada francese.

## Palmarès
Olimpiadi
- 2 medaglie:
  - 1 oro (corsa a squadre a Anversa 1920)
  - 1 bronzo (corsa individuale a Anversa 1920)